# 占い師みすず 事件は運命の彼方に
『占い師みすず 事件は運命の彼方に』（うらないしみすず じけんはうんめいのかなたに）は、2006年から2008年までTBS系「月曜ゴールデン」で放送されたテレビドラマシリーズ。全3回。主演は岡江久美子。

## 登場人物

### 丸山家
丸山みすず/マダム・ベル
演 - 岡江久美子
人気の占い師。家族に内緒で、素性を隠して「マダム・ベル」という名前で夜の銀座の街角に座っている。家族には進栄進学塾の講師をしていると言っている。しかし、事件の容疑者になったことから章太郎に自分が占い師であることを告白する（第1作）。
丸山章太郎
演 - 内藤剛志
みすずの夫。警視庁捜査一課の刑事（階級は警部）。家族でただ一人みすずが占い師だということを知っている。
丸山緩奈
演 - 藤森麻由
章太郎とみすずの娘。朋友館高等学校の2年生（第3作）。バレーボール部所属（第1作）。
丸山孝太
演 - 佐藤慶季（第1作・第2作）、宝田晃翠（第3作）
章太郎とみすずの息子。中学生。
丸山栄太
演 - 高木優希
章太郎とみすずの息子。小学生。
丸山千景
演 - 朝丘雪路
章太郎の母で章太郎の家族と同居している。占いが嫌いで口うるさい。みすずが占い師だということは知らない。

### その他
伊達祐樹
演 - 貴山侑哉
警視庁捜査一課の刑事。章太郎の部下。
前園恵
演 - 吉田玲奈（第1作は「佳田玲奈」名義）
進栄進学塾の講師。みすずが占い師ということを知っている。
石川郁恵
演 - 清水めぐみ
進栄進学塾のオーナー。みすずの友人。みすずが占い師ということを知っていて、みすずが進栄進学塾の講師をしているという話にも合わせている。

### ゲスト
第1作「タロット占いが告げる連続殺人! 15年前の十字架を背負った女達を襲う復讐劇…事件の鍵は山梨・塩山温泉にあり」（2006年）
- 志賀瑛子（朋友館高等学校 教師で緩奈の担任・宣子の高校時代の友人） - 中山忍
- 植松ゆかり（植松ゆかり法律事務所 弁護士・宣子の高校時代の友人） - 西尾まり
- 杉野美佐枝（宣子の高校時代の友人） - 久保田磨希
- 戸田宣子（靴屋「アドラーブル」店員・山梨県塩山東高等学校 卒業生） - 石堂夏央
- 丘史彦（靴屋「アドラーブル」主任・宣子の恋人） - 西川忠志（幼少期：染谷寿海）
- 山根豊（無職・宣子の高校時代の同級生で同窓会幹事） - 池田政典
- 志賀節子（瑛子の母・美容院店主） - 松井紀美江
- 峰崎（山梨県塩山東高等学校 校長・宣子の1年生のときの担任） - 伏見哲夫
- 瀬川治夫（節子の内縁の夫・15年前死亡） - 鈴木省吾
- 管理官 - 吉沢眞人
- 宣子のアパート隣人 - 頃末弘己
- 杉野修（美佐枝の夫） - 伊吹康太郎
- 前田（警視庁銀座警察署 主任） - 正城慎太郎
- 警視庁銀座警察署 刑事 - 菊池隆志
- 刑事 - 松丸雅人
- 靴屋「アドラーブル」店員 - 今橋由紀
- 杉野光（杉野と美佐枝の息子） - 関根康介
- 伊藤雅子、中島貴月、久保内亜紀、木村恵、小玉直治

第2作「殺人犯は同級生!? 元刑事刺殺事件に隠された9年前の驚愕の真実…タロット占いが暴く悲しい親子愛」（2007年）
- 合田友美（老人ホーム「白桜苑」スタッフ） - 渡辺典子
- 合田俊雄（友美の父） - 小野寺昭
- 合田里美（友美の娘） - 三津谷葉子
- 中村悦子（中村の娘） - 阪田瑞穂
- 三杉多恵（老人ホーム「白桜苑」スタッフ） - 重田千穂子
- 根本太郎（高橋の隣人） - 正名僕蔵
- 高橋雄一（警視庁北千住警察署 元刑事） - 金井茂
- 轟（警視庁世田谷西警察署 刑事） - 浜近高徳
- 南（警視庁世田谷西警察署 刑事） - 粟島瑞丸
- 北（警視庁世田谷西警察署 刑事） - 内山翔人
- 千景の友達 - 木村翠
- 中村克典（みすずと郁恵の小中同級生） - 柳沢慎吾

第3作「幼児白骨死体と刑事刺殺! 東京〜沼津を結ぶ死の接点…哀れ母親が16年抱えた罪と罰…タロットが示す親子愛の運命とは!?」（2008年）
- 杉崎雪乃（拓海の母・看護師） - 美保純
- 本多小百合（本多の後妻・前沼津市長の娘） - 高橋かおり
- 根本さやか（工藤の婚約者） - 中村綾
- 工藤友治（静岡県警 刑事・三枝の部下） - 神保悟志
- 杉崎拓海（緩奈のクラスメート） - 加藤将太
- 門脇勇作（小百合の兄） - 中根徹
- 栗原（警視庁城西警察署 刑事） - 西ノ園達大
- 教頭 - なかみつせいじ
- 相沢貢 - 高橋俊次
- 看護師 - 渡部彩
- 和代（沼津修済病院 看護師） - 小柳友貴美
- 本多孝之（PTA会長） - 長棟嘉道
- 本多直人（本多の連れ子） - 山内颯
- 三枝（静岡県警 刑事） - 加藤茶

## スタッフ
- 編成 - 山田康裕、渡辺真二郎（第1作・第2作）
- 脚本 - いとう斗士八
- 監督 - 吉野晴亮（第1作）、近藤俊明（第2作・第3作）
- プロデューサー - 浦井孝行、櫻井美恵子、河角直樹
- 製作 - 国際放映、TBS
- 著作 - TBS

## 放送日程
| 話数 | 放送日        | サブタイトル                                                                                                  | 脚本         | 監督     | 視聴率 |
| ---- | ------------- | --- | ------------ | -------- | ------ |
| 1    | 2006年6月05日 | タロット占いが告げる連続殺人! 15年前の十字架を背負った女達を襲う復讐劇…事件の鍵は山梨・塩山温泉にあり         | いとう斗士八 | 吉野晴亮 | 13.2%  |
| 2    | 2007年5月21日 | 殺人犯は同級生!? 元刑事刺殺事件に隠された9年前の驚愕の真実… タロット占いが暴く悲しい親子愛                    | いとう斗士八 | 近藤俊明 | 15.7%  |
| 3    | 2008年6月23日 | 幼児白骨死体と刑事刺殺! 東京〜沼津を結ぶ死の接点… 哀れ母親が16年抱えた罪と罰…タロットが示す親子愛の運命とは!? | いとう斗士八 | 近藤俊明 | 11.1%  |

- 視聴率はビデオリサーチ調べ、関東地区・世帯